# Focas (cràter)
Focas és un petit cràter d'impacte que es troba a la cara oculta de la Lluna, just a continuació de l'extremitat sud-oest. En aquesta ubicació el cràter és només visible ocasionalment des de la Terra, durant fases de libració favorables, però no és possible observar-lo amb molt de detall pel fet que el cràter es veu lateralment.
Es troba a l'àmplia vall existent entre els Montes Rook situats al nord i els Montes Cordillera al sud. Aquests dos sistemes muntanyencs formen un doble anell al voltant de la conca d'impacte del Mare Orientale. El cràter està situat cap a l'extrem sud d'aquest enorme element, just al nord del conjunt dels Montes Cordillera. Focas és un cràter relativament aïllat, amb pocs cràters pròxims, com Wright i Shaler, a certa distància cap a l'est al llarg de la mateixa vora interior dels Montes Cordillera.
Es tracta d'un cràter circular amb un sòl interior que ocupa aproximadament la meitat del diàmetre total. És de forma simètrica, amb sols una lleugera aparença de desgast al llarg del brocal. L'interior no conté característiques o impactes ressenyables.
Porta el nom de Jean-Henri Focas (1909-1969), un astrònom greco-francès.

## Cràters satèl·lit
Per convenció, aquests elements són identificats als mapes lunars posant la lletra al costat del punt mitjà del cràter que està més prop de Foques.
|        | \| Foques \| Coordenades \| Diàmetre \| \| ------ \| ------------------------------------ \| -------- \| \| O \| 32° 42′ S, 98° 30′ O / 32.7°S,98.5°O \| 10 km \| |          |
| Foques | Coordenades | Diàmetre |
| O      | 32° 42′ S, 98° 30′ O / 32.7°S,98.5°O | 10 km    |